# SYSTRAN
La SYSTRAN, fondata da Peter Toma nel 1968, è stata una delle prime aziende a occuparsi di traduzione automatica. Ha lavorato per il dipartimento della Difesa degli Stati Uniti e per la Commissione europea.
SYSTRAN fornisce ad esempio la tecnologia per il servizio Yahoo! Babel Fish e ad altri. È stato usato dagli Strumenti per le traduzioni di Google fino a circa il 2007,, ed è utilizzato dal widget di traduzione di Dashboard di macOS.
Le versioni commerciali di SYSTRAN possono girare su Microsoft Windows (compreso Windows Mobile), Linux e Solaris.
Al 2008 la società aveva 59 dipendenti di cui 26 esperti di informatica e 15 linguisti computazionali. Il numero dei dipendenti è diminuito dai 70 del 2006 ai 65 del 2007.

## Storia
La società ebbe origine dagli esperimenti di traduzione automatica effettuati alla Georgetown University nel 1954 con il contributo dell'IBM; SYSTRAN è stato uno dei pochi sistemi di traduzione automatica a sopravvivere alla drastica diminuzione dei finanziamenti dopo il rapporto ALPAC (Automatic Language Processing Advisory Committee) pubblicato nel 1966, che esprimeva forti perplessità sulla fattibilità della traduzione automatica.
L'azienda nacque a La Jolla in California per lavorare alla traduzione automatica di testi dal russo all'inglese per conto della United States Air Force durante la Guerra fredda. Un gran numero di documenti tecnici e scientifici in russo vennero tradotti utilizzando SYSTRAN sotto il patrocinio della Foreign Technology Division dell'USAF (che più tardi diventò il National Air and Space Intelligence Center) nella base militare Wright-Patterson, in Ohio. La qualità delle traduzioni, anche se approssimativa, di solito era sufficiente per comprendere il contenuto del testo.
Nel 1982 la Gachot S.A., azienda francese fondata nel 1947 con interessi in diversi settori, ottenne l'esclusiva sulla commercializzazione di Systran per i Paesi arabi. Nel 1984 la Comunità economica europea, che aveva già in uso il sistema Systran, firmò con la Gachot un accordo per mettere il sistema a disposizione degli enti pubblici dei paesi comunitari.
La Systran fu venduta nel 1986 alla Gachot e ha ora sede a Parigi; le sue azioni sono scambiate alla borsa francese. L'azienda ha la sua sede principale presso l'Arco de La Défense, e conserva una sede secondaria a La Jolla.
Durante lo sviluppo della new economy, prima dello scoppio della bolla speculativa, ebbe inizio una nuova epoca per il settore dell'informatica applicata alla traduzione, e SYSTRAN stipulò accordi per fornire servizi a una serie di società interessate alla traduzione automatica.
Nel 2008 la maggior parte del fatturato SYSTRAN proveniva da pochi clienti. Il 57,1% proviene dai 10 clienti principali e i tre principali clienti rappresentano rispettivamente il 10,9%, 8,9% e 8,9% dei ricavi. I ricavi sono stati in calo negli anni 2000: 10,2 milioni di euro nel 2004, 10,1 milioni nel 2005, 9,3 milioni di euro nel 2006, 8,8 milioni nel 2007 e 7,6 milioni nel 2008.

## Lingue
Le lingue di arrivo o di partenza per le quali SYSTRAN ha lavorato alla traduzione automatica sono di seguito elencate. Molte delle coppie di traduzione sono da o per l'inglese e il francese.
- dal russo all'inglese (1968)
- dall'inglese al russo (1973) per il progetto Apollo-Soyuz
- traduzioni dall'inglese (1975) per la Commissione europea
- arabo
- cinese
- danese
- olandese
- francese
- tedesco
- greco
- hindi
- italiano
- giapponese
- coreano
- norvegese
- serbo-croato
- spagnolo
- svedese
- persiano
- polacco
- portoghese
- ucraino
- urdu